# 竹花光範
竹花 光範（たけはな みつのり、1943年10月4日 - 2008年2月12日）は、日本の法学者。駒澤大学法学部教授。専門は憲法。長野県佐久市出身。

## 人物
早稲田大学政治経済学部卒業後、同大学院政治学研究科修了。大西邦敏に師事する。
駒澤大学副学長を歴任（2002年4月-2006年3月）。第9代憲法学会理事長。
同僚の西修と並び、改憲派の急先鋒として知られた。
2月12日午前9時45分、急性呼吸不全のため東京都内の自宅で死去。64歳。

## 著書
- 『憲法改正の法理と手続』成文堂、1981年
- 『現代の憲法問題と改正論』成文堂、1986年
- 『中国憲法論序説』 成文堂、1991年
- 『憲法学要論』成文堂、1995年
- 『憲法改正論への招待』成文堂、1997年
- 『憲法学要論補訂版』成文堂、1998年

## 論文
- 「中華人民共和国の憲法――その歴史と現状」『法学論集』第9号（1972年）
- 「「憲法改正」の意義に関する一考察」『駒澤大學法學部研究紀要』第33号（1975年）
- 「憲法改正の議決権――比較憲法学的考察を中心に」『法学論集』第13号（1976年）
- 「憲法改正の限界（一）」『駒澤大學法學部研究紀要』第35号（1977年）
- 「憲法改正の限界（二）」『法学論集』第20号（1979年）
- 「政策レファレンダム型住民投票制の問題点」『法学論集』第56号（1997年）
- 「社会主義初級段階憲法への転換――鄧小平理論と第三次改憲」『法学論集』第60号（2000年）
- 「帝国憲法の改正手続」『法学論集』第62号（2001年）